# Кашарята
Кашарята — деревня в Верхнеландеховском районе Ивановской области. Входит в состав Верхнеландеховского городского поселения.

## География
Находится в восточной части Ивановской области на расстоянии менее 1 км на восток по прямой от районного центра поселка Верхний Ландех.

## История
Деревня отмечалась уже на карте 1850 года. В 1859 году здесь (тогда в составе Гороховецкого уезда Владимирской губернии) было учтено 28 дворов.

## Население
Постоянное население составляло 180 человек (1859 год), 44 в 2002 году (русские 93 %), 37 в 2010.